# Tumtum (település)
Tumtum az Amerikai Egyesült Államok északnyugati részén, Washington állam Stevens megyéjében elhelyezkedő önkormányzat nélküli település.
Tumtum postahivatala 1966-tól működik. A „tumtum” csinúk szó, jelentése szív vagy lélek.

## Fordítás
Ez a szócikk részben vagy egészben  a   Tumtum, Washington című angol Wikipédia-szócikk ezen változatának fordításán alapul.  Az eredeti cikk szerkesztőit annak laptörténete sorolja fel. Ez a jelzés csupán a megfogalmazás eredetét és a szerzői jogokat jelzi, nem szolgál a cikkben szereplő információk forrásmegjelöléseként.